# Juhyně
Die Juhyně (deutsch Juchina) ist ein linker Nebenfluss der Bečva in Tschechien.

## Geographie
Die Juhyně entspringt acht Kilometer westlich von Hošťálková am Südwesthang der Kyčera in den Hostýnské vrchy. Ihr Lauf führt zunächst über Bernádka nach Osten bis Uhliska. Dort wendet sich der Fluss nach Norden und durchfließt Rákošnice, Košovy, Rosošné, Rajnochovice und Juhyně. Bei Podhradní Lhota erreicht die Juhyně die Podbeskydská pahorkatina (Vorbeskidenhügelland) und wird von der Bahnstrecke Hulín – Valašské Meziříčí überbrückt.
Vorbei an Komárno, Kubějův Mlýn, Trávník und Plachý Mlýn fließt die Juhyně nach Nordwesten. Bei Příleský Mlýn ändert der Fluss seine Richtung gegen Nordosten. Entlang ihres weiteren Laufes liegen Všechovice, Provodovice, Babice, Posvátno, Kelč, Komárovice, Kladeruby und Choryně.
Die Juhyně mündet einem knappen Kilometer nördlich von Choryně in die Bečva. Sie hat eine Länge von 32,9 Kilometer, ihr Einzugsgebiet beträgt 111,5 km².

## Zuflüsse
- Tesákový potok (l), bei Vičanov
- Rychtářka (l), Košovy
- Rosošný potok (l), Rosošné
- Hrabovský potok (r), Rajnochovice
- Škvořatina (l), Podhradní Lhota
- Komárník (r), unterhalb Komárno
- Lhotský potok (l), unterhalb Komárno
- Jasenov (r), Babice
- Točenka (r), Babice
- Hájový potok (r), Kelč
- Komárovický potok (l), Komárovice
- Pastevník (r), Choryně